# Fana Stadion
Fana Stadion – wielofunkcyjny stadion w mieście Fana, Bergen, w Norwegii.
Odbywają się na nim głównie zawody piłkarskie - to domowy stadion grającego w Second Division zespołu Fana IL.
Stadion posiada też bieżnię kauczukową, na której odbywają się zawody lekkoatletyczne. Jest domowym stadionem klubów IL Gular i FIK BFG Fana. W 2004 roku odbyły się na nim zawody Bergen Bislett Games.
To na nich został pobity rekord świata w biegu na 5000 m kobiet przez Elvan Abeylegesse. Na tym stadionie został też pobity rekord świata juniorów przez Andreasa Thorkildsena - w rzucie oszczepem uzyskał on wynik 83,87 m.